# Parapistocalamus hedigeri
Parapistocalamus hedigeri är en ormart som beskrevs av Roux 1934. Parapistocalamus hedigeri är ensam i släktet Parapistocalamus som ingår i familjen giftsnokar och underfamiljen havsormar. IUCN kategoriserar arten globalt som livskraftig. Inga underarter finns listade i Catalogue of Life.
Arten förekommer endemisk på Bougainville väster om Salomonöarna. Den lever i fuktiga skogar och gömmer sig under träbitar som ligger på marken eller i jordhålor. Parapistocalamus hedigeri är med en längd av cirka 50 cm en liten och smal orm.